# Villers-Cernay
Villers-Cernay is een plaats en voormalige gemeente in het Franse departement Ardennes in de regio Grand Est. De gemeente maakte deel uit van het arrondissement Sedan.

## Geschiedenis
De gemeente maakte deel uit van het kanton Sedan-Est tot het werd opgeheven op 22 maart 2015 en de gemeente werd opgenomen in het op die dag gevormde kanton Sedan-3. Op 1 januari 2017 werden de gemeenten Rubécourt-et-Lamécourt en Villers-Cernay opgeheven en opgenomen in de gemeente Bazeilles.

## Geografie
De oppervlakte van Villers-Cernay bedraagt 21,9 km².
De onderstaande kaart toont de ligging van Villers-Cernay met de belangrijkste infrastructuur en aangrenzende gemeenten.

## Demografie
Onderstaande figuur toont het verloop van het inwonertal (bron: INSEE-tellingen).

Vanwege een beveiligingsprobleem met de MediaWiki Graph-software is het momenteel niet mogelijk deze grafiek weer te geven. Zodra de software is bijgewerkt zal de grafiek vanzelf weer zichtbaar worden.